# Muggsy Bogues
Muggsy Bogues, właśc. Tyrone Curtis Bogues (ur. 9 stycznia 1965 w Baltimore) – najniższy koszykarz w historii NBA, mierzył zaledwie 158 cm. Mimo tego w swojej karierze w NBA zanotował 39 bloków, m.in. na Patricku Ewingu.
Zdobył złoty medal z reprezentacją USA podczas Mistrzostw Świata w 1986.
Wybrany z 12. numerem w drafcie 1987 przez Washington Bullets, grał w tym klubie jeden sezon, występując na parkiecie razem z najwyższym koszykarzem NBA, Manute Bolem. W następnym roku wybrany w rozszerzającym drafcie przez Charlotte Hornets, spędził tam najlepsze lata swojej kariery. Grał w jednej drużynie m.in. z Alonzo Mourningiem i Larry Johnsonem. Następnie grał po dwa lata w Golden State Warriors i Toronto Raptors. Potem znalazł się jeszcze w składach New York Knicks i Dallas Mavericks, ale nie zagrał w ich barwach żadnego meczu.
Po zakończeniu kariery zawodniczej zajmował się najpierw biznesem. W 2005 został trenerem drużyny WNBA Charlotte Sting i trenował ją do końca jej istnienia, w styczniu 2007. Pracował też w sztabie Charlotte Hornets.
W 1996 pojawił się w filmie Eddie. Wystąpił w jednej z głównych ról w filmie Kosmiczny mecz, grając samego siebie. Napisał także autobiografię In the Land of Giants (W krainie olbrzymów).

## Osiągnięcia
NCAA
- Uczestnik rozgrywek Elite 8 turnieju NCAA (1984)
- Laureat nagrody – Frances Pomeroy Naismith Award (1987)[2]
- Uczelnia zastrzegła należący do niego numer 14

USBL
- Finalista USBL (1987)[3]
- Debiutant roku (1987)[3]
- Zaliczony do I składu:
  - All-USBL (1987)[3]
  - defensywnego USBL (1987)[3]
  - debiutantów USBL (1987)[3]
- Lider USBL w przechwytach (1987)

NBA
- Lider play-off w skuteczności rzutów za 3 punkty (1997)[4]

Reprezentacja
- Mistrz świata (1986)[5]